# دانائه (اوراتسیو جنتیلسکی)

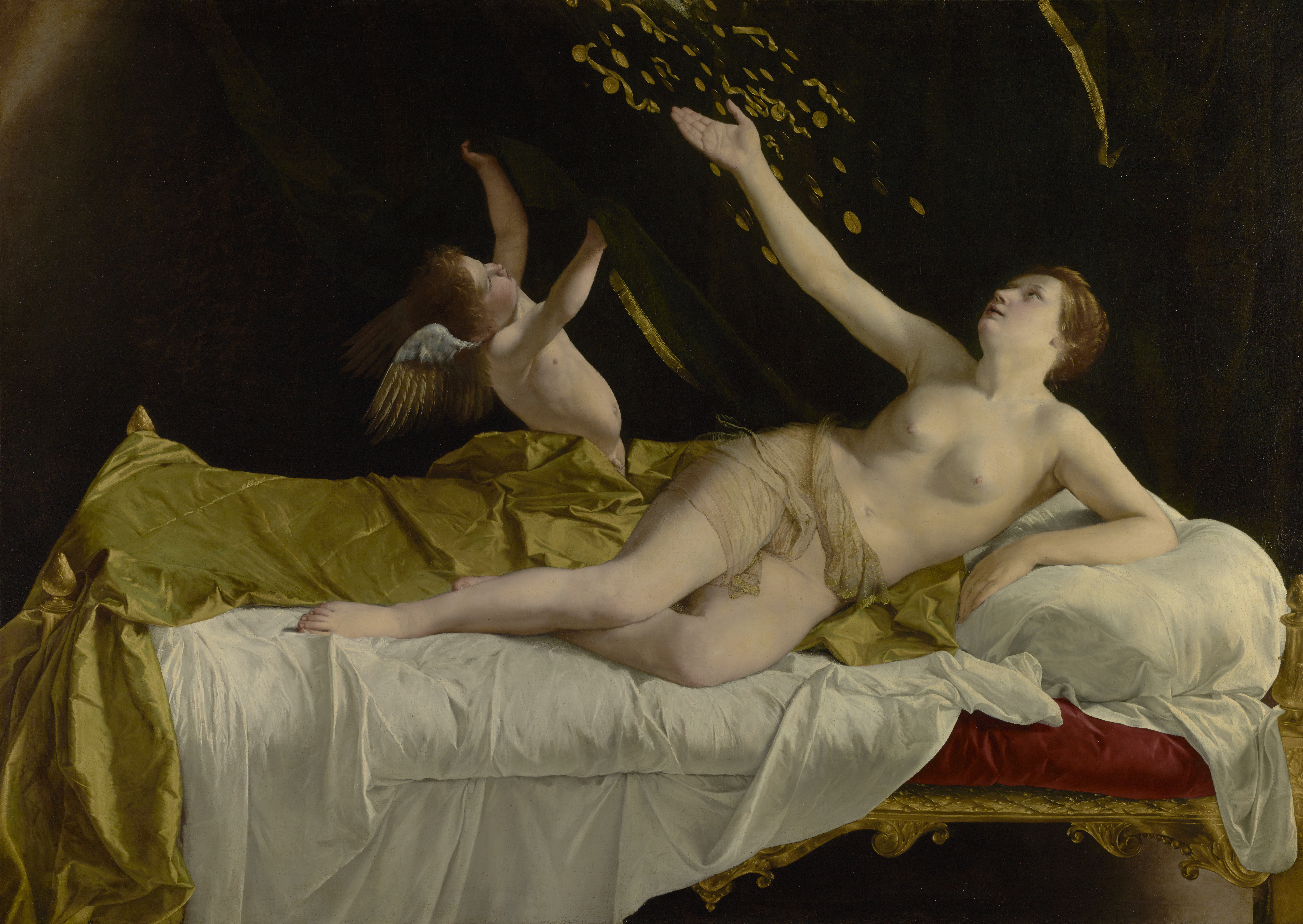
اوراتسیو جنتیلسکی، حوالی ۱۶۲۳, رنگ روغن بر روی بوم، ۶۳ ½ ۸۹ ¼ in (161.3 226.7 cm.)

دانائه و رگباری از طلا (به ایتالیایی: Danaë e la pioggia d'oro) نقاشی رنگ روغن روی بوم که در حدود سال ۱۶۲۳ توسط هنرمند ایتالیایی اوراتسیو جنتیلسکی کشیده شده‌است. این اثر نمونه ای از یک نقاشی باروک ایتالیایی است و هم‌اکنون در مجموعه موزه جی. پال گتی نگهداری می‌شود.
اوراتسیو جنتیلسکی این نقاشی را در سال ۱۶۲۱ بر اساس سفارش جیووانی آنتونیو سائولی که جنتیلسکی را به جنوا دعوت کرده بود، کشید. جنتیلسکی علاوه بر دانائه تعدادی از آثار را برای سائولی نقاشی کرد، از جمله به مگدالن توبه کار و لوت و دخترانش می‌توان اشاره کرد. این نقاشی به طبیعت‌گرایی سبک کاراواجو نزذیک است که در کارهای جنتیلسکی با غزلیات توسکانی که بعداً ایجاد کرد، تأثیر گذاشت.

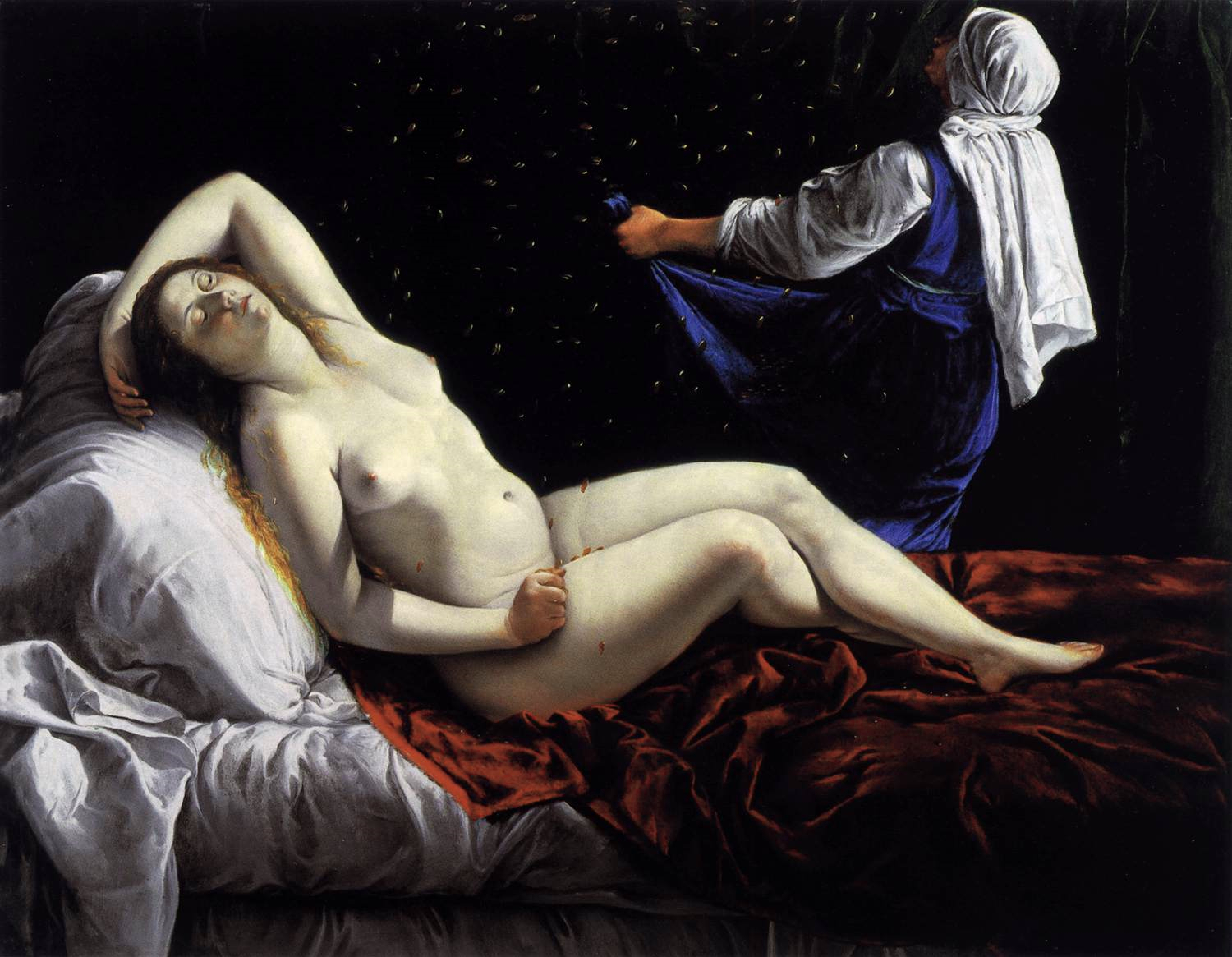
اوراتسیو جنتیلسکی - دانائه

موضوع نقاشی، اسطوره یونان باستان دانائه است که در مورد چگونگی بازدید زئوس، پادشاه خدایان، در حمام طلا از دانائه بازدید کرد و بر اساس این وصلت پرسئوس از آن‌ها متولد شد. این اسطوره به عنوان پیشگام اعتقاد مسیحیان به بشارت، برداشت الهی از عیسی مسیح قلمداد می‌شود.
دختر اوراتسیو، آرتمیزیا جنتیلسکی، دانائه را زودتر به تصویر کشید.
این نقاشی در ۲۸ ژانویه ۲۰۱۶ در ساتبیز نیویورک به حراج گذاشته شد. این نقاشی مهمترین نقاشی باروک است که در دهه‌های گذشته برای فروش ارائه شد و توسط گتی به مبلغ ۳۰ میلیون و ۵۰۰ هزار دلار خریداری شد. قرار است در کنار لوت و دخترانش اثر جنتیلسکی آویخته شود.

## شجره نامه
- به سفارش جیووانی آنتونیو سائولی، جنوا، در سال ۱۶۲۱.
- با نسب و ارث در خانواده؛
- توماس پی گرانژ، لندن، تا سال ۱۹۷۵؛
- توسط او در سال ۱۹۷۷ به ریچارد ال. فیگن فروخته شد.
- توسط او در ۲ اکتبر ۱۹۹۸ به یک اعتماد خانوادگی فروخته شد، محموله کنونی.[۱]